# Alexander Riemann
Alexander Riemann (sinh ngày 12 tháng 4 năm 1992) là một cầu thủ bóng đá Đức chơi ở vị trí tiền đạo cho LASK Linz. Anh là em trai của thủ môn Manuel Riemann.

## Sự nghiệp
Năm 2010, Riemann ra mắt cho VfB Stuttgart II ở 3. Liga. Vào mùa giải 2012–13 anh được cho mượn đến SV Sandhausen.